# Flint (Michigan)
Flint ist mit 81.252 Einwohnern (Stand 2020) die achtgrößte Stadt im US-Bundesstaat Michigan. Die Stadt liegt rund 95 Kilometer nordwestlich von Detroit am Flint River und ist County Seat des Genesee County.

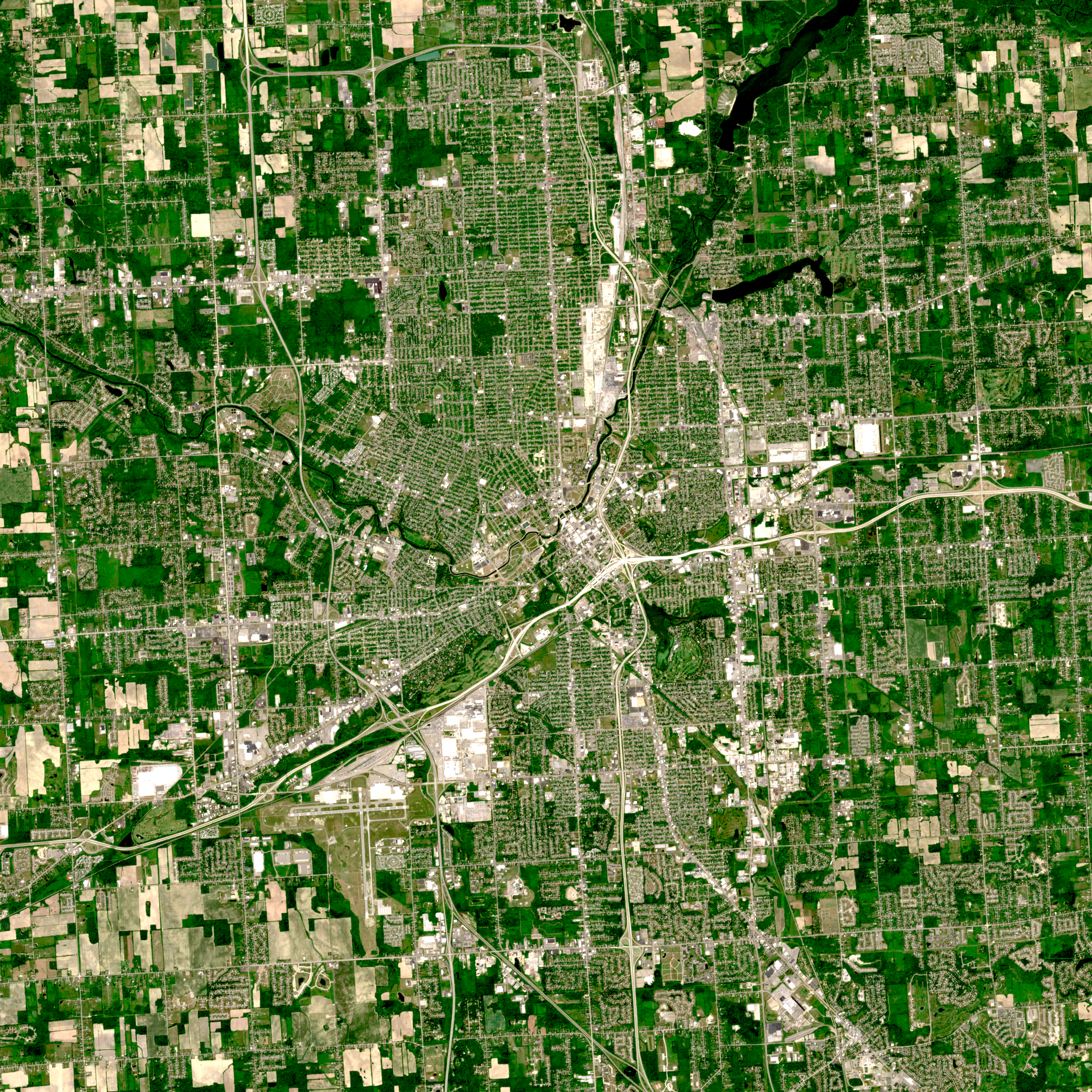
Satellitenaufnahme von Flint

Sie war über einen langen Zeitraum der größte Produktionsstandort von General Motors. In den 1980er- und 1990er-Jahren wurde die Produktion z. T. ins Ausland verlegt, was eine Schließung der Flinter Standorte bewirkte. Mit dem damit einhergehenden Verlust an Arbeitsplätzen wurde der Niedergang der Stadt Flint eingeleitet, nachdem die Automobilindustrie die Umwelt in Flint zuvor schon durch ihre Aktivitäten stark geschädigt hatte. Über 26 % der Einwohner leben heute unterhalb der Armutsgrenze, fast 38 % der unter 18-Jährigen gehören zu den Armen und 40 % der Immobilien stehen seit Mitte 2009 leer.
Flint war im Zeitraum 2010–2012 die Stadt mit der höchsten Kriminalitätsrate in den USA (berücksichtigt wurden allein Städte mit damals mehr als 100.000 Einwohnern).
Flint hat die mit Abstand am schnellsten fallende Einwohnerzahl, im Zeitraum 2015 bis 2020 fiel die Einwohnerzahl mit 3,5 % pro Jahr, aktuell hat Flint nur noch etwa 80.000 Einwohner.

## Geschichte
Der Ort wurde 1819 von einem Pelzhändler gegründet und erhielt im Jahr 1855 die Erhebung zur Stadt. Der spätere Gouverneur von Michigan, Josiah Williams Begole, gründete eine Wollspinnerei.

### „Vehicle City“
Das Gemeinwesen wurde im Laufe der Zeit von verschiedenen Branchen geprägt: dem Handel, der Bauholzerzeugung, der Kutschenfertigung und der Automobilindustrie. Schon bevor Flint ein Zentrum des Automobilbaus wurde, war es eines für Kutschen- und Wagenbau und trug schon vor 1905 den Zusatz Vehicle City (Fahrzeugstadt). Die Durant-Dort Carriage Company war der weltgrößte Kutschenbauer mit einem Ausstoß von 50.000 Einheiten im Jahr 1901.
Flint war der erste Sitz von General Motors (GM), für kurze Zeit von Chevrolet und wurde jahrzehntelang geprägt von Buick. Das Unternehmen wurde 1904 von James H. Whiting (1842–1919), dem Besitzer der Flint Wagon Works, nach Flint geholt. Whiting war ein Konkurrent von William C. Durants Durant-Dort Carriage Company und mit diesem dennoch befreundet. Er verkaufte Durant noch 1904 seine Buick-Anteile und stellte so die Verbindung des Unternehmens mit der 1908 gegründeten General Motors Company her. Die Marke Marquette wurde 1912 von der Buick-Tochtergesellschaft Marquette Motor Company und 1929–1930 als Division von Buick (nicht von GM) geführt. Buicks Zentrale wurde erst vor wenigen Jahren nach Detroit verlegt. Indirekt verbunden mit GM waren die Autohersteller Dort Motor Car Company, Monroe Motor Company und Whiting Motor Car Company. Durant gründete nach seiner zweiten Entmachtung bei GM in Flint die Durant Motors Corporation mit mehreren Marken, darunter Durant und Flint.

### Jüngere Geschichte
In den Jahren 1936/37 fand hier der so genannte Streik von Flint statt, in dessen Folge die gewerkschaftliche Organisation in der US-Automobilindustrie massiv zunahm.
Im Zweiten Weltkrieg war die Stadt wegen der vorhandenen Schwerindustrie ein bedeutsamer Produzent von Panzern, Flugzeugteilen und anderem Kriegsmaterial.
Am 8. Juni 1953 wurde Flint von einem der schwersten Tornados in den Vereinigten Staaten heimgesucht, der 115 Menschen das Leben kostete und 844 Verletzte forderte.
Flint wird seit der Schließung der großen Automobilwerke und vieler Zulieferbetriebe immer wieder in den Medien als warnendes Beispiel einer verfehlten industriellen Monokultur dargestellt.
Einer der bekanntesten Söhne der Stadt ist der Filmemacher Michael Moore, der Flints Armut in seinen Filmen Roger & Me, The Big One, Bowling for Columbine und "Fahrenheit 11/9" erwähnt.
Für die Stadt war von 2011 bis 2015 der „state of financial emergency“ erklärt worden. Im April 2014 wurde die Wasserversorgung umgestellt, um Kosten zu sparen. Statt aus dem Huronsee bei Detroit kam das Wasser nun aus dem Flint River – einem durch die Autoindustrie verseuchten Fluss. Die staatlich verordneten Sparmaßnahmen im Bereich der Trinkwasserversorgung führten Anfang 2016 zu einem Gesundheitsnotstand durch Bleivergiftungen, Verkeimung des Trinkwassers und weitere gravierende Verunreinigungen – die „Flint water crisis“. Insgesamt konnte bei mehreren tausend Personen Blei im Blut nachgewiesen werden. Schätzungen gingen alleine von 6.000 – 12.000 betroffenen Kindern aus. Die Fehlgeburten nahmen von 2014 bis 2017 in Flint um 58 % zu (was mehreren hundert Fehlgeburten entspricht). Mindestens 12 Personen starben durch die Verunreinigungen in Flint an Legionellose.
Um (auf 90 Tage befristete) Hilfe durch die Federal Emergency Management Agency zu ermöglichen, rief auch US-Präsident Barack Obama am 16. Januar 2016 über das betroffene Gebiet den Umwelt-Notstand aus. Bei einem Besuch im Mai 2016 versprach Obama, die Wasserrohre würden ersetzt werden. Bis zum Juni 2021 hatte die Stadt Flint Wasserleitungen in 27.092 Haushalten überprüft und Bleirohre in 10.041 Haushalten ausgetauscht, in den restlichen 17.051 Haushalten fanden bereits Kupferrohre Verwendung. In seinem Dokumentarfilm Fahrenheit 11/9 über die Präsidentschaftswahlen 2016 und die Präsidentschaft Donald Trumps widmet Michael Moore der Wasserversorgungskrise und Bleikontamination in Flint ein ganzes Kapitel.
Tausende der von kontaminiertem Trinkwasser betroffenen Bewohner reichten Klage gegen den Bundesstaat Michigan ein. In einem Vergleich, der am 10. November 2021 rechtskräftig wurde, wurden den Geschädigten insgesamt 626 Millionen US-Dollar Zahlungen zugesprochen.
Die juristische Aufarbeitung war auch 2022 noch nicht abgeschlossen.

## Einwohnerentwicklung
Seit dem Jahr 1960 verlor die Stadt aufgrund des wirtschaftlichen Niedergangs stetig an Bevölkerung.
| Jahr | Einwohner¹ | Jahr | Einwohner¹ |
| ---- | ---------- | ---- | ---------- |
| 1860 | 2.950      | 1990 | 140.761    |
| 1880 | 8.410      | 2000 | 124.768    |
| 1900 | 13.100     | 2010 | 102.400    |
| 1920 | 91.600     | 2016 | 97.386     |
| 1940 | 151.540    | 2020 | 81.252     |
| 1960 | 196.940    | 2021 | 80.628     |
| 1980 | 159.611    |      |            |

¹ 1980–2020: Volkszählungsergebnisse; 2016, 2019: Schätzung des US Census Bureau

## Wirtschaft und Infrastruktur

### Bildung
- University of Michigan–Flint (einer der drei Campusse im University of Michigan System)[27]
- Kettering University, eine MINT-Hochschule[28]
- Mott Community College[29]
- Michigan State University College of Human Medicine[30]

### Verkehr
- Interstate 69,
- Interstate 75,
- Interstate 475
- Michigan Highways M-21 und
- M-54.

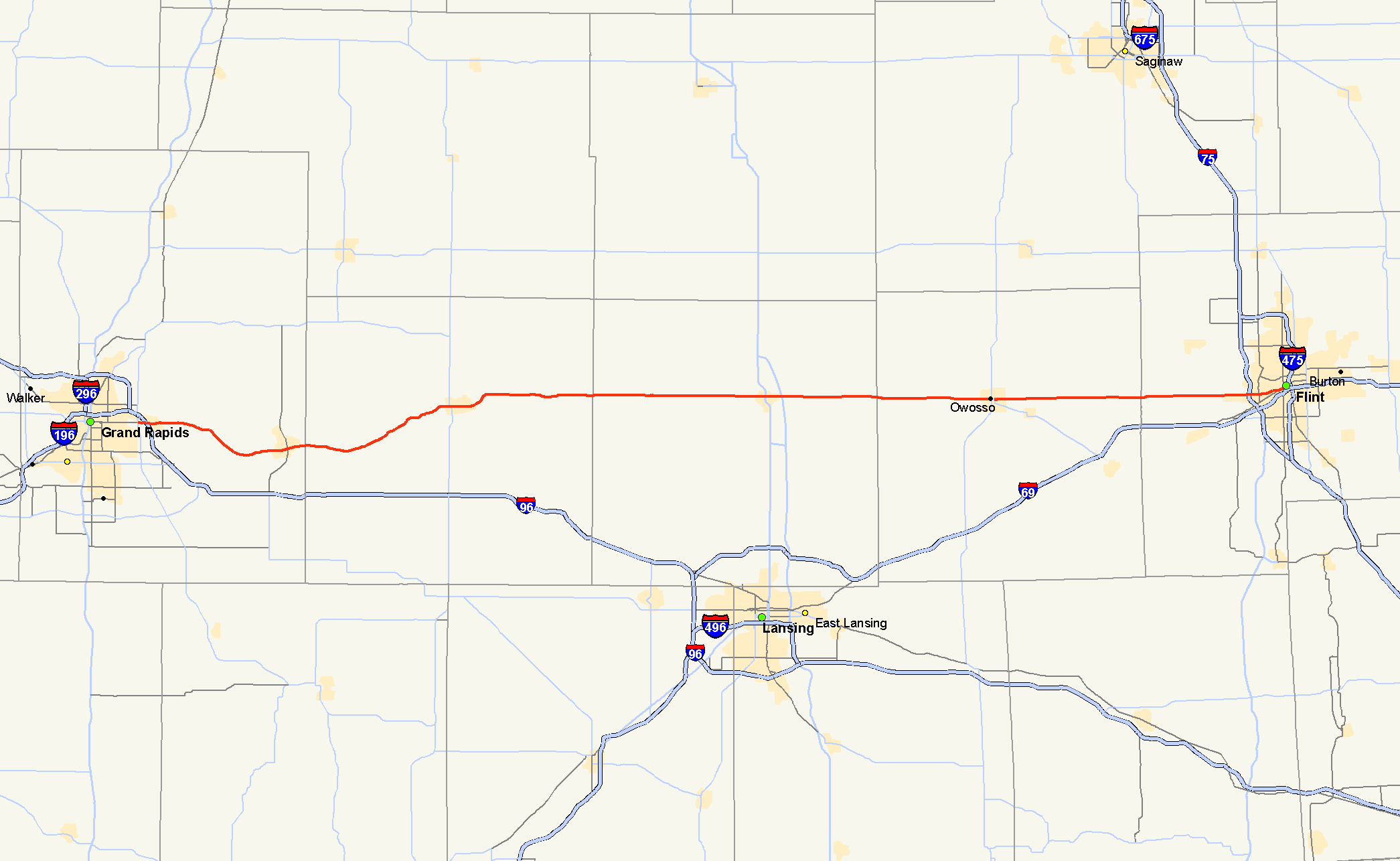

Flint besitzt einen Amtrak-Bahnhof, der Ort wird von der Linie Blue Water angefahren.
Am südwestlichen Ende der Stadt befindet sich der Bishop International Airport.

## Städtepartnerschaften
Quelle:
- Changchun, Volksrepublik China
- Hamilton, Kanada
- Kielce, Polen[34]
- Toljatti, Russland

## Söhne und Töchter der Stadt
- James H. Whiting (1842–1919), Besitzer der Flint Wagon Works, zeitweilig von Buick und der Whiting Motor Car Company, Buick-Präsident (1903–1904) und Mitbegründer von General Motors
- Charles Wolcott (1906–1987), Musikdirektor, Komponist und Filmkomponist
- Lorraine Miller (1922–1978), Schauspielerin
- Dale E. Kildee (1929–2021), Politiker und Vertreter von Michigan im US-Repräsentantenhaus
- Stephen Smale (* 1930), Mathematiker
- Betty Carter (1930–1998), Jazzsängerin
- Don Preston (* 1932), Musiker
- Nancy Kovack (* 1935), Film- und Theaterschauspielerin
- Tony Burton (1937–2016), Schauspieler
- Donald W. Riegle (* 1938), Wirtschaftsmanager und Politiker
- John Sinclair (1941–2024), Anarchist
- Robert Cashner (1942–2018), Ichthyologe und Hochschullehrer
- Paul Krause (* 1942), American-Football-Spieler
- Raye Birk (* 1943), Schauspieler
- Craig Morton (* 1943), American-Football-Spieler
- Mark Farner (* 1948), Gitarrist und Songwriter, Leadgitarrist von Grand Funk Railroad
- Irwin Collier (* 1951), Wirtschaftswissenschaftler
- Warren Siegel (* 1952), theoretischer Physiker
- Diane Carey (* 1954), Schriftstellerin
- Michael Moore (* 1954), vielfach ausgezeichneter Dokumentarfilmer und Autor
- Sandra Bernhard (* 1955), Schauspielerin
- Sue Novara (* 1955), Radsportlerin
- Ian Edmondson (* 1957), Freestyle-Skier
- Kathleen Glynn (* 1958), Grafikdesignerin und Filmproduzentin, Eigentümerin und Chefproduzentin der Dog Eat Dog Films Inc.
- Carl Banks (* 1962), American-Football-Spieler
- Brent Williams (* 1964), American-Football-Spieler
- Terry Crews (* 1968), American-Football-Spieler und Schauspieler
- Chris Byrd (* 1970), Boxer
- MC Breed (1971–2008), Rapper
- Rahvaunia (* 1971), Schauspielerin
- Sinnamon Love (* 1973), Pornodarstellerin, Fetisch- und Glamourmodel
- Courtney Kirkland (* 1974), Basketballschiedsrichter
- Marcus Sakey (* 1974), Krimi-Autor
- Tim Thomas (* 1974), Eishockeytorwart
- Seamus Dever (* 1976), Schauspieler
- Morris Peterson (* 1977), Basketballspieler
- Gregory Burks (* 1980), Basketballspieler
- Carol E. Reiley (* 1982), Informatikerin und Unternehmerin
- Andre Dirrell (* 1983), Boxer
- Ellen Tomek (* 1984), Ruderin
- Jon Connor (* 1985), Rapper
- Jenna Schroeder (* 1985), Basketballschiedsrichterin
- Geena Gall (* 1987), Mittelstreckenläuferin
- JaVale McGee (* 1988), Basketballspieler
- Rachel DiPillo (* 1991), Schauspielerin
- Thomas Rawls (* 1993), American-Football-Spieler
- Kyle Kuzma (* 1995), Basketballspieler
- Claressa Shields (* 1995), Boxerin
- Miles Bridges (* 1998), Basketballspieler
- Isaiah Crews (* 2005), Schauspieler
- Repulsion, Grindcore-Band
- King 810, Metal-Band
- Ready for the World, R&B-Band

## Persönlichkeiten, die in Flint wirkten

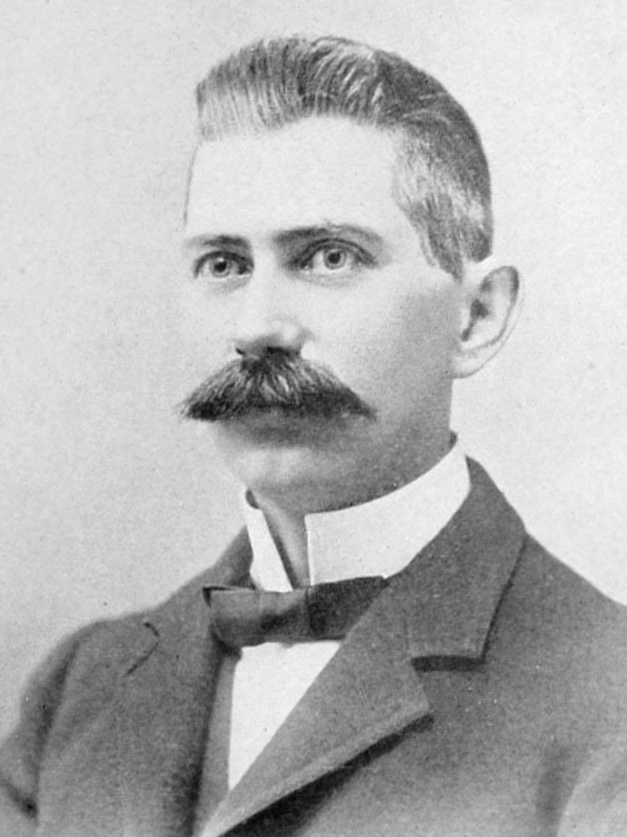
David Dunbar Buick

- Josiah Williams Begole (1815–1896), 19. Gouverneur von Michigan, lebte und arbeitete in Flint. Sein Sohn war der zeitweilige Firmenpräsident von Buick.
- David Dunbar Buick (1854–1929), Ingenieur, Erfinder und Mitbegründer von Buick.
- Louis Chevrolet (1878–1941), Unternehmer, Automobilpionier und Mitbegründer der Chevrolet Motor Car Company,
- Walter Percy Chrysler (1875–1940), der spätere Gründer der Chrysler Corporation, war zuvor Buick-Werksleiter und -Präsident
- Josiah Dallas Dort (1861–1925), Unternehmer, Automobilpionier und Gründer der Durant-Dort Carriage Company und der Dort Motor Car Company; Mitbegründer der General Motors. Er machte sich verdient um die Stadt Flint und das Genesee County.
- William C. Durant (1861–1947), Mitbegründer der Durant-Dort Carriage Company und von Chevrolet sowie Gründer von General Motors und Durant Motors
- Charles W. Nash (1864–1948), der spätere Gründer der Nash Motors Corporation war zuvor Betriebsleiter bei der Durant-Dort Carriage Company und Präsident von General Motors

## Klimatabelle
|                       | Jan  | Feb  | Mär  | Apr  | Mai  | Jun  | Jul  | Aug  | Sep  | Okt  | Nov  | Dez  |   |      |
| Mittl. Tagesmax. (°C) | −1,8 | −0,4 | 5,7  | 13,3 | 20,0 | 24,9 | 27,5 | 26,2 | 22,0 | 15,4 | 8,1  | 1,0  | ⌀ | 13,6 |
| Mittl. Tagesmin. (°C) | −9,9 | −9,1 | −3,6 | 2,2  | 7,6  | 12,6 | 15,4 | 14,4 | 10,6 | 4,7  | 0,1  | −6,3 | ⌀ | 3,3  |
|                       |      |      |      |      |      |      |      |      |      |      |      |      |   |      |
| Niederschlag (mm)     | 35,3 | 32,5 | 54,9 | 74,7 | 67,3 | 81,5 | 68,8 | 88,6 | 90,4 | 55,4 | 66,0 | 53,6 | Σ | 769  |
|                       |      |      |      |      |      |      |      |      |      |      |      |      |   |      |
| Regentage (d)         | 7,3  | 6,3  | 9,0  | 9,7  | 7,7  | 8,4  | 7,2  | 7,9  | 8,6  | 7,9  | 8,9  | 9,3  | Σ | 98,2 |

| −9,9 |

| −9,1 |

| −3,6 |

| 2,2 |

| 7,6 |

| 12,6 |

| 15,4 |

| 14,4 |

| 10,6 |

| 4,7 |

| 0,1 |

| −6,3 |

| −9,9 |

| −9,1 |

| −3,6 |

| 2,2 |

| 7,6 |

| 12,6 |

| 15,4 |

| 14,4 |

| 10,6 |

| 4,7 |

| 0,1 |

| −6,3 |

## Filme
- Flint Town (2018). Achtteilige Dokumentation auf Netflix von Zackary Canepari, Drea Cooper und Jessica Dimmoc.
- 11/9 (2020). Dokumentation von Michael Moore über die Gründe warum Trump Präsident werden konnte.